# HMS Bulldog (H91)
El HMS Bulldog (H91) fue un destructor de la Royal Navy perteneciente a la clase B que sirvió en la Segunda Guerra Mundial, como parte del tercer grupo de escoltas. 

## Construcción
Fue autorizado según el programa de construcción de buques de 1928. Su quilla, fue puesta sobre las gradas del astillero Swan Hunter and Wigham Richardson Ltd de Wallsend-on-Tyne el 10 de agosto de 1929, desde donde fue botado al agua el 6 de diciembre de 1930, para ser dado de alta en la Royal Navy el día 8 de abril de 1931

## Historial
Bajo las órdenes del  capitán Joe Baker-Cresswell y mientras escoltaba al convoy OB318 que navegaba en el Atlántico con rumbo Liverpool cuando el 9 de mayo de 1941 fue atacado por los submarinos alemanes U-110 y U-201. El HMS Bulldog, junto con el HMS Broadway realizó la primera captura naval de una  máquina Enigma completa procedente del U-110, que se hundió cuando era remolcado hacia Scapa Flow tras ser abandonado por su tripulación.
La rendición de las fuerzas alemanas de ocupación de las islas del Canal, se recibió a bordo del HMS Bulldog el 9 de mayo de 1945.
Tras finalizar la guerra, y debido al exceso de material disponible, y por haber material más moderno disponible, fue desguazado el 15 de enero de 1946.